# Storfors köping
Denna artikel handlar om den tidigare kommunen Storfors köping. För orten se Storfors, för dagens kommun, se Storfors kommun.
Storfors köping var en tidigare kommun i Värmlands län.

## Administrativ historik
Storfors köping bildades 1 januari 1950 (enligt beslut den 4 mars 1949) genom en utbrytning ur Kroppa landskommun. Enligt beslut den 5 maj 1950 gällde samtliga av stadsstadgorna i köpingen.
Storfors köping förde inte ett fastighetsregister utan ett jordregister, och ingick i jordregistersocknen Kroppa socken.
1 januari 1967 inkorporerades Ullvätterns landskommun.
1 januari 1971 uppgick köpingen i den nybildade Storfors kommun.

### Kyrklig tillhörighet
Köpingen först tillhörde i kyrkligt hänseende Kroppa församling. 1 januari 1960 utbröts köpingens område ur Kroppa församling för att bilda Storfors församling.

## Kommunvapen
Blasonering: I fält av guld två röda tänger för lancashiresmide, den högra störtad, överlagda med en delad, av silver och svart genom styckande skuror spetsrutad bjälke.
Motivet i sköldens mitt, den så kallade spetsrutade bjälken, kommer från släkten Linroths vapen. Detta då släkten hade stor betydelse för bruksverksamheten, på vilken även tängerna anspelar. Vapnet komponerades av Riksheraldikerämbetet och fastställdes för Storfors köping 1949. Det registrerades för Storfors kommun i PRV 1974.

## Geografi
Storfors köping omfattade den 1 januari 1952 en areal av 83,80 km², varav 74,00 km² land.

### Tätorter i köpingen 1960
I Storfors köping fanns tätorten Storfors, som hade 3 912 invånare den 1 november 1960. Tätortsgraden i köpingen var då 95,5 procent.

## Politik

### Mandatfördelning i valen 1950-1966
|  | 22 | 2 |

| 21 | 4 |

|  | 21 | 2 |  |

| 21 | 4 |

| 20 | 2 | 3 |

| 20 | 5 |

| 21 | 2 | 2 |

| 21 | 4 |

| 21 | 3 | 5 | 3 | 3 |

| 29 | 6 |